# Maximilian Neu
Maximilian Neu (* 5. April 1877 in Freinsheim; † 22. Oktober 1940 in Heidelberg) war ein deutscher Hochschullehrer, Gynäkologe und NS-Opfer.

## Leben und Wirken
Neu war der Sohn des Kaufmanns Lazarus Neu (1824–1880) und der Wilhelmina Reinhardt (1842–1890). Er gehörte zunächst der jüdischen Religionsgemeinschaft an, konvertierte 1918 aber zur evangelischen Kirche. 
Er studierte seit 1897 Medizin in München und Heidelberg und absolvierte 1902 das ärztliche Staatsexamen. Ebenfalls 1902 wurde er in Heidelberg promoviert. 1902/03 war er Assistent an der Medizinischen Klinik Basel. Seit 1903 war er zunächst Assistent, seit 1907 Oberarzt an der Universitäts-Frauenklinik Heidelberg, 1908 habilitierte er sich in Heidelberg. 1914 wurde er zum außerordentlichen Professor an der Universität Heidelberg ernannt. Seit 1920 leitete er hauptberuflich eine Privatklinik für Geburtshilfe und Frauenkrankheiten in Heidelberg. 
Nach der nationalsozialistischen Machtübernahme wurde ihm 1933 aufgrund seiner jüdischen Herkunft die Lehrbefugnis entzogen (§ 3 Gesetz zur Wiederherstellung des Berufsbeamtentums). 1940 beging er zusammen mit seiner Frau Louise (Zilla), geb. Baruch (1885–1940) Suizid. Sie entzogen sich dadurch der bevorstehenden Deportation nach Gurs (Frankreich).